# المكتب الإعلامي لحكومة دبي
المكتب الإعلامي لحكومة دبي دائرة حكومية تابعة لحكومة دبي. وهي مسؤولة عن تنفيذ خطط الاتصال الاستراتيجية لحكومة دبي وكذلك نشر الأخبار المتعلقة بالحكومة بالتعاون مع الوكالات الحكومية المحلية. تأسست في عام 2010 بموجب القانون رقم (2) لسنة 2010 الصادر عن نائب رئيس الدولة رئيس مجلس الوزراء حاكم دبي صاحب السمو الشيخ محمد بن راشد آل مكتوم، وفي عام 2013 كانت هناك إعادة هيكلة كبيرة.
ويشمل الهيكل التنظيمي للمكتب كلاً من "نادي دبي للصحافة" و"براند دبي" كذراعين أساسيتين تؤازران دور المكتب في تفعيل إطار إعلامي تفاعلي، بالإضافة إلى "مكتب دبي للشؤون الإعلامية وتشغل منى غانم المري منصب المدير العام للمكتب الإعلامي لحكومة دبي.

## أهداف المكتب الإعلامي
يهدف المكتب الإعلامي إلى تحقيق ما يلي:
1.      خلق الهوية الإعلامية للإمارة، وحماية سُمعتها الإعلامية محلياً وإقليمياً ودولياً.
2.      تعزيز المكانة الإعلامية للإمارة في جميع المجالات التي تدعم خططها الإستراتيجية
3.      ترويج قِصَص نجاح الإمارة، وإنجازاتها ، بالتنسيق مع الجهات المختصة في الإمارة.
4.      المساهمة في ترسيخ مكانة الإمارة كمركز عالمي لدعم الإعلاميين، وتطوير المواهب والكوادر الوطنيّة الشابة في مجال الإعلام.

## رسالة المكتب
يعمل المكتب الإعلامي لتحقيق رسالته التي تتمثل في:
- المساهمة في دفع مسيرة تطور دبي ونجاحها بتقديم أفضل خدمات الاتصال الاستراتيجي لنشر رسالة دبي وقيادتها إلى العالم بأسلوب فعّال ومؤثر
- تنفيذ خدمات نوعية مصممة بأسلوب يدعم الأهداف العليا للإمارة إذ يعتمد عمل المكتب على سرعة الاستجابة والدقة والكفاءة العالية والأخذ بزمام المبادرة، كذلك تنفيذ مهامه بحلول مبتكرة تقوم على التعاون والشراكة

## قيم العمل الرئيسية للمكتب الإعلامي لحكومة دبي
- تتلخص قيم العمل الرئيسية للمكتب الإعلامي لحكومة دبي في :[6]
- الدقة
- التعاون
- الالتزام
- المرونة
- الشغف
- الإبداع

## مبادرات المكتب الإعلامي لحكومة دبي
أطلق المكتب الإعلامي العديد من المبادرات والفعاليات المهمة، مثل: منتدى الإعلام العربي وجائزة الصحافة العربية، وهما من أهم الفعاليات التي تندرج تحت لواء المكتب الإعلامي، ويتولى تنظيمهما سنوياً نادي دبي للصحافة، بالإضافة إلى مبادرة منتدى الإعلام الإماراتي،واللقاءات الصحفية والإعلامية والندوات وورش العمل التي يتولى المكتب تنظيمها على مدار العام. ومن مبادراته "مجلس محمد بن راشد الإعلامي"، ومبادرة "فكِّر دبي"، و"منتدى الإعلام العربي".ومبادرة #AskDXBOfficial للرد على أسئلة الإعلاميين والجمهور الموجهة للمسؤولين في حكومة دبي، لضمان أعلى معايير الشفافية ودقة المعلومات وتعزيز قدرات الاتصال